# 吉德翁·萨尔
吉德翁·摩西·萨尔（希伯來語：גדעון משה סער，1966年12月9日—），以色列政治家，2021年至2022年间担任以色列司法部长。
2024年9月29日，以色列总理本雅明·内塔尼亚胡宣布萨尔加入以色列内阁，并出任无任所部长。11月5日，他被提名出任外交部長。11月8日獲得議會批准。